# Lykourgos-Stefanos Tsakonas
Lykourgos-Stefanos Tsakonas (in greco Λυκούργος-Στέφανος Τσάκωνας?; 8 marzo 1990) è un velocista greco.

## Palmarès
| Anno | Manifestazione          | Sede           | Evento      | Risultato  | Prestazione | Note                          |
| ---- | ----------------------- | -------------- | ----------- | ---------- | ----------- | ----------------------------- |
| 2008 | Mondiali juniores       | Bydgoszcz      | 200 m piani | Semifinale | 21"83       |                               |
| 2009 | Giochi del Mediterraneo | Pescara        | 200 m piani | 8º         | 21"27       |                               |
| 2010 | Europei                 | Barcellona     | 200 m piani | 7º         | 20"90       |                               |
| 2011 | Europei under 23        | Ostrava        | 200 m piani | Oro        | 20"56       | Miglior prestazione personale |
| 2011 | Europei under 23        | Ostrava        | 4×100 m     | Finale     | dnf         |                               |
| 2012 | Europei                 | Helsinki       | 200 m piani | Semifinale | dq          |                               |
| 2012 | Giochi olimpici         | Londra         | 200 m piani | Semifinale | 20"52       | Miglior prestazione personale |
| 2013 | Giochi del Mediterraneo | Mersin         | 200 m piani | Oro        | 20"45       | Miglior prestazione personale |
| 2013 | Mondiali                | Mosca          | 200 m piani | Semifinale | 20"56       |                               |
| 2014 | Europei                 | Zurigo         | 200 m piani | 7º         | 20"53       |                               |
| 2015 | Mondiali                | Pechino        | 200 m piani | Semifinale | 20"22       |                               |
| 2016 | Europei                 | Amsterdam      | 200 m piani | Semifinale | 20"48       |                               |
| 2016 | Giochi olimpici         | Rio de Janeiro | 200 m piani | Semifinale | 20"63       |                               |
| 2017 | Mondiali                | Londra         | 200 m piani | Semifinale | 20"73       |                               |
| 2018 | Europei                 | Berlino        | 200 m piani | Semifinale | 20"54       |                               |
| 2018 | Europei                 | Berlino        | 4×100 m     | Batteria   | 39"49       |                               |